# Якушин Дмитро Вікторович
Дмитро Вікторович Якушин (21 січня 1978, Харків, СРСР) — український хокеїст, правий захисник.
У складі національної збірної України провів 22 матчі (2 голи, 7 передач); учасник чемпіонатів світу 2000, 2008 (дивізіон I) і 2009 (дивізіон I).
Провів 2 матчі в Національній хокейній лізі у складі «Торонто Мейпл-Ліфс» в сезоні 1999—00.

## Клубна кар'єра

### ЗХЛ, АХЛ і НХЛ

Дмитро Якушин у складі «Торонто Мейпл-Ліфс»

Вихованець СДЮШОР Харків. В сезоні 1994—95 у віці 18 років дебютував в Центральній юніорській хокейній лізі (CJHL) за «Пембрук Ламбер Кінгс», зігравши 31 матч (13 очок). 22 червня 1996 року Якушина обрано клубом «Торонто Мейпл-Ліфс» у шостому раунді під 140-им загальним номером на драфті НХЛ 1996. Наступний сезон 1996—97 провів в Західній хокейній лізі за «Едмонтон Айс»; вийшов на лід в 63 іграх і набрав 17 очок. В сезоні 1997—98 зіграв за «Айс» 29 матчів, в яких набрав 11 очок. Того ж сезону перейшов до клубу ЗХЛ «Реджайна Петс»; у складі «Петс» в регулярному чемпіонаті Якушин провів 13 ігор і набрав 14 очок. За підсумками регулярного сезону «Петс» посіли перше місце в Східному дивізіоні ЗХЛ. В серії плей-оф «Петс» здолали в чвертьфіналі Східної конференції «Муз-Джо Ворріорс» із рахунком 4:0. Однак у півфіналі Східної конференції «Петс» програли серію «Брендон Віт-Кінгс» із рахунком 1:4. Якушин провів усі 9 матчів «Петс» в серії плей-оф, в яких закинув 2 шайби і віддав 8 передач.
В сезоні 1998—99 дебютував в Американській хокейній лізі за фарм клуб «Торонто» «Сент-Джонс Мейпл-Ліфс». В першому сезоні АХЛ провів 71 гру (2 шайби, 6 передач). В серії плей-оф Кубка Колдера «Мейпл-Ліфс» поступились в Атлантичному дивизіоні Східної конференції «Фредеріктон Кенедієнс» із рахунком 2:3, а Якушин зіграв в 4 матчах серії. Наступного сезону 1999—00 провів за «Сент-Джонс» 64 матчі (1 шайба, 13 передач). Того ж сезону Якушин був викликаний до складу «Торонто Мейпл-Ліфс». В Національній хокейній лізі дебютував 29 листопада 1999 року в матчі проти «Вашингтон Кепіталс», в якому «Мейпл-Ліфс» здобули перемогу 3:1. Загалом в НХЛ Якушин провів 2 матчі. 26 вересня 2000 року керівництво «Торонто» віддали Якушина до «Сент-Джонса». Сезон 2000—01 провів в АХЛ; зіграв 45 матчів і закинув 2 шайби. В серії плей-оф «Мейпл-Ліфс» поступились в Канадському дивизіоні Східної конференції «Квебек Сітаделлс» із рахунком 1:3, а Якушин зіграв лише в одному матчі серії.

### Україна, Росія і Білорусь
В 2001—02 роках повернувся до України, де виступав за «Сокіл» (Київ) та ХК «Донбас» у Вищій лізі. Того ж сезону окрім Вищої ліги у складі «Сокола» також виступав у чемпіонаті СЄХЛ, зіграв 14 матчів (1 шайба, 3 передачі). Сезон 2002—03 розділив між АХЛ («Сент-Джонс Мейпл-Ліфс») і другою командою ярославського «Локомотива». Всього в АХЛ провів 209 ігор, закинув 6 шайб і віддав 21 результативну передачу.
17 листопада 2003 Якушин як вільний агент підписав контракт з клубом Оддсет-ліги «Ольборг Пайретс». У своєму дебютному сезоні 2003—04 зіграв за «Ольборґ» 13 матчів і віддав 2 передачі. Наступний сезон 2004—05 провів в Білоруській Вищій лізі за «Хімволокно» (Могильов): зіграв 39 матчів (4 шайби, 3 передачі). У складі «Хімволокна» Якушин здобув бронзові нагороди чемпіонату Білорусі, а також зіграв 9 матчів в серії плей-оф. В сезоні 2005—06 повернувся до Данії в «Ольборґ», за який провів свій другий сезон та виборов срібні нагороди Оддсет-ліги. Того сезону Якушин зіграв 29 матчів (1 шайба, 7 передач).
В сезон 2006—07 виступав у складі гродненського «Німана» в Білоруській Екстралізі; зіграв 40 матчів (4 шайби 4 передачі). Провів 3 матчі за «Німан» в серії плей-оф. Наступний сезон 2007—08 провів у мінському клубі «Керамін», у складі якого виграв Екстралігу. В тому сезоні Якушин зіграв 48 матчів, закинув 7 шайб і віддав 10 передач. В сезоні 2008—09 повернувся в «Сокіл», за який виступав у Російській Вищій лізі, зігравши 37 матчів (1 шайба, 8 передач). З сезону 2009—10 виступає в Білоруській Екстралізі за ХК «Гомель». В регулярному чемпіонаті провів 45 ігор, в яких закинув 2 шайби і віддав 18 передач. В серії плей-оф 2010 Якушин провів 7 матчів (2 шайби, 3 передачі), а «Гомель» у півфінальній серії поступився «Шахтарю» 3:1. За підсумками сезоні 2009—10 ХК «Гомель» став бронзовим призером.

## Кар'єра в збірній
На міжнародному рівні Якушин представляє національну збірну України. У складі збірної виступав на чемпіонаті світу 2000 року, на якому збірна України посіла 14-е загальне місце. Якушин зіграв 6 матчів (1 шайба, 1 передача).
З 13 по 19 квітня 2008 року виступав за збірну у першому дивізіоні чемпіонату світу 2008. Збірна України посіла в своїй групі друге місце після збірної Угорщини, втративши шанси потрапити на чемпіонат світу 2009. Якушин відіграв 5 матчів і віддав 1 передачу.
З 11 по 17 квітня 2009 року грав за збірну у першому дивізіоні чемпіонату світу 2009. Збірна України посіла в своїй групі друге місце після Італії і не здобула право потрапити на чемпіонат світу 2010. Якушин провів 5 матчів і відзначився однієї результативною передачею у матчі проти збірної Румунії.
Загалом у складі збірної провів 22 матчі, закинув 2 шайби і віддав 7 передач.

## Статистика

### Регулярні сезони та плей-оф
| Сезон        | Клуб                  | Ліга         | Регулярний сезон | Регулярний сезон | Регулярний сезон | Регулярний сезон | Регулярний сезон | Плей-оф | Плей-оф | Плей-оф | Плей-оф | Плей-оф |
| Сезон        | Клуб                  | Ліга         | І                | Г                | П                | О                | ШХ               | І       | Г       | П       | О       | ШХ      |
| ------------ | --------------------- | ------------ | ---------------- | ---------------- | ---------------- | ---------------- | ---------------- | ------- | ------- | ------- | ------- | ------- |
| 1995—96      | Пембрук Ламбер-Кінгс  | CJHL         | 31               | 8                | 5                | 13               | 62               | —       | —       | —       | —       | —       |
| 1996—97      | Едмонтон Айс          | ЗХЛ          | 63               | 3                | 14               | 17               | 103              | —       | —       | —       | —       | —       |
| 1997—98      | Едмонтон Айс          | ЗХЛ          | 29               | 1                | 10               | 11               | 41               | —       | —       | —       | —       | —       |
| 1997—98      | Реджайна Петс         | ЗХЛ          | 13               | 0                | 14               | 14               | 16               | 9       | 2       | 8       | 10      | 12      |
| 1998—99      | Сент-Джонс Мейпл-Ліфс | АХЛ          | 71               | 2                | 6                | 8                | 65               | 4       | 0       | 0       | 0       | 0       |
| 1999—00      | Торонто Мейпл-Ліфс    | НХЛ          | 2                | 0                | 0                | 0                | 2                | —       | —       | —       | —       | —       |
| 1999—00      | Сент-Джонс Мейпл-Ліфс | АХЛ          | 64               | 1                | 13               | 14               | 106              | —       | —       | —       | —       | —       |
| 2000—01      | Сент-Джонс Мейпл-Ліфс | АХЛ          | 45               | 2                | 0                | 2                | 61               | 1       | 0       | 0       | 0       | 0       |
| 2001—02      | Сокіл Київ            | СЄХЛ         | 14               | 1                | 3                | 4                | 54               | —       | —       | —       | —       | —       |
| 2001—02      | Сокіл Київ            | УВЛ          | 3                | 1                | 0                | 1                | 4                | —       | —       | —       | —       | —       |
| 2001—02      | Донбас Донецьк        | УВЛ          | 8                | 3                | 8                | 11               | 6                | —       | —       | —       | —       | —       |
| 2002—03      | Сент-Джонс Мейпл-Ліфс | АХЛ          | 29               | 1                | 2                | 3                | 23               | —       | —       | —       | —       | —       |
| 2003—04      | Ольборг Пайретс       | ОЛ           | 13               | 0                | 2                | 2                | 24               | —       | —       | —       | —       | —       |
| 2004—05      | Хімволокно Могильов   | БВЛ          | 39               | 4                | 3                | 7                | 88               | 9       | 0       | 2       | 2       | 2       |
| 2005—06      | Ольборг Пайретс       | ОЛ           | 29               | 1                | 7                | 8                | 40               | 16      | 1       | 2       | 3       | 55      |
| 2006—07      | Німан Гродно-2        | БВЛ          | 1                | 0                | 1                | 1                | 6                | —       | —       | —       | —       | —       |
| 2006—07      | Німан Гродно          | БЕ           | 40               | 4                | 4                | 8                | 127              | 3       | 0       | 1       | 1       | 0       |
| 2007—08      | Керамін Мінськ        | БЕ           | 48               | 7                | 10               | 17               | 144              | —       | —       | —       | —       | —       |
| 2008—09      | Сокіл Київ            | РВЛ          | 37               | 1                | 8                | 9                | 44               | —       | —       | —       | —       | —       |
| 2009—10      | ХК Гомель             | БЕ           | 45               | 2                | 18               | 20               | 110              | 7       | 2       | 3       | 5       | 10      |
| 2010—11      | ХК Гомель             | БЕ           | 20               | 2                | 4                | 6                | 53               | —       | —       | —       | —       | —       |
| 2010—11      | Металург Жлобин       | БЕ           | 1                | 0                | 0                | 0                | 2                | —       | —       | —       | —       | —       |
| Всього в НХЛ | Всього в НХЛ          | Всього в НХЛ | 2                | 0                | 0                | 0                | 2                | —       | —       | —       | —       | —       |
| Всього в АХЛ | Всього в АХЛ          | Всього в АХЛ | 209              | 6                | 21               | 27               | 255              | 5       | 0       | 0       | 0       | 0       |
| Всього в ЗХЛ | Всього в ЗХЛ          | Всього в ЗХЛ | 105              | 4                | 38               | 42               | 160              | 9       | 2       | 8       | 10      | 12      |

### Міжнародні турніри
| Рік              | Команда          | Турнір           |    | Ігри | Г | П | О  | Ш |
| ---------------- | ---------------- | ---------------- | -- | ---- | - | - | -- | - |
| 2000             | Україна          | ЧС               | 6  | 1    | 1 | 2 | 6  |   |
| 2008             | Україна          | 1дЧС             | 5  | 0    | 1 | 1 | 0  |   |
| 2009             | Україна          | 1дЧС             | 5  | 0    | 1 | 1 | 4  |   |
| Всього за збірну | Всього за збірну | Всього за збірну | 16 | 1    | 3 | 4 | 10 |   |

## Досягнення
- Чемпіон Білорусі (2008), бронзовий призер (2005, 2010, 2011).
- Срібний призер чемпіонату Данії (2004, 2006).
- Чемпіон України (2009).
- Володар Кубка Білорусі (2008).